# Echinanthera
Echinanthera is een geslacht van slangen uit de familie toornslangachtigen (Colubridae) en de onderfamilie Dipsadinae.

## Naam en indeling
De wetenschappelijke naam van de groep werd voor het eerst voorgesteld door Edward Drinker Cope in 1894. Er zijn zes verschillende soorten, inclusief de pas in 1996 wetenschappelijk beschreven soort Echinanthera cephalostriata. De slangen werden eerder aan andere geslachten toegekend, zoals Aporophis, Lygophis, Liophis, Natrix en Dromicus.

## Verspreiding en habitat
Alle soorten komen voor in delen van Zuid-Amerika en leven in de landen Brazilië, Argentinië, Ecuador, Colombia, mogelijk in Suriname. De habitat bestaat uit tropische en subtropische bossen, zowel in laaglanden als in bergstreken. Ook in savannen en scrublands worden de slangen gevonden.

## Beschermingsstatus
Door de internationale natuurbeschermingsorganisatie IUCN is aan alle soorten een beschermingsstatus toegewezen. Vijf soorten worden beschouwd als 'veilig' (Least Concern of LC) en de soort Echinanthera cephalomaculata staat te boek als 'ernstig bedreigd' (Critically Endangered of CR).

## Soorten
Het geslacht omvat de volgende soorten, met de auteur en het verspreidingsgebied.
| Naam                         | Auteur            | Verspreidingsgebied                               |
| ---------------------------- | ----------------- | ------------------------------------------------- |
| Echinanthera amoena          | Jan, 1863         | Brazilië                                          |
| Echinanthera cephalomaculata | Di Bernardo, 1994 | Brazilië                                          |
| Echinanthera cephalostriata  | Di Bernardo, 1996 | Brazilië                                          |
| Echinanthera cyanopleura     | Cope, 1885        | Brazilië, Argentinië                              |
| Echinanthera melanostigma    | Wagler, 1824      | Brazilië                                          |
| Echinanthera undulata        | Wied, 1824        | Brazilië, Ecuador, Colombia, mogelijk in Suriname |